# BCM Europearms Barrel Block
Il BCM Europearms Barrel Block è un fucile di precisione/competizione per il tiro a lunga distanza, ed è costruito dalla ditta italiana BCM Europearms.
Il Barrel Block prende il nome dal suo sistema di accoppiamento tra la calciatura e la meccanica. Infatti tale accoppiamento non avviene tramite il consueto Bedding, ma attraverso un serraggio meccanico direttamente nella zona della camera di scoppio dove la meccanica viene appoggiata su una culla. La culla viene poi chiusa, nella parte superiore, con un cappellotto fissato con 8 viti tirate a 8 newton per un serraggio totale di 64 newton. Questo significa che la canna e l'azione sono entrambe flottanti.
Le calciature sono ricavate da un blocco di alluminio di 32 kg per ottenere, per asportazione dal pieno, calciature di 3,4 kg, pertanto la calciatura del BARREL BLOCK ha una struttura monolitica.
La colorazione della calciatura avviene per anodizzazione, ed è disponibile in più colorazioni come blu elettrico, rosso, verde militare, verde brillante, nero e varie tonalità di grigio.
Il BARREL BLOCK viene realizzato nei calibri: 7,62 × 51 mm NATO, 5,56 × 45 mm NATO, 6,5 × 47 mm Lapua, 6,5 mm/.284 Norma, 6 mm PPC, .30 BR, .30 BCM